# Iglesia de San Juan de Dios (Medellín)
La Iglesia Rectoral de San Juan de Dios es un templo religioso de culto católico bajo la advocación de San Juan de Dios, está ubicada en la esquina de la calle Colombia y de la carrera Cúcuta, en la zona céntrica de la ciudad de Medellín, Colombia. La iglesia no es sede parroquial y se caracteriza por ser un templo de adoración perpetua, donde se tiene expuesto a Jesús Sacramentado las 24 horas del día.
El templo es de planta rectangular de una sola nave, en sus inicios fue parte del desaparecido Hospital San Juan de Dios, y durante el transcurso de su historia ha sufrido modificaciones, en una de las cuales perdió su fachada original.

## Historia

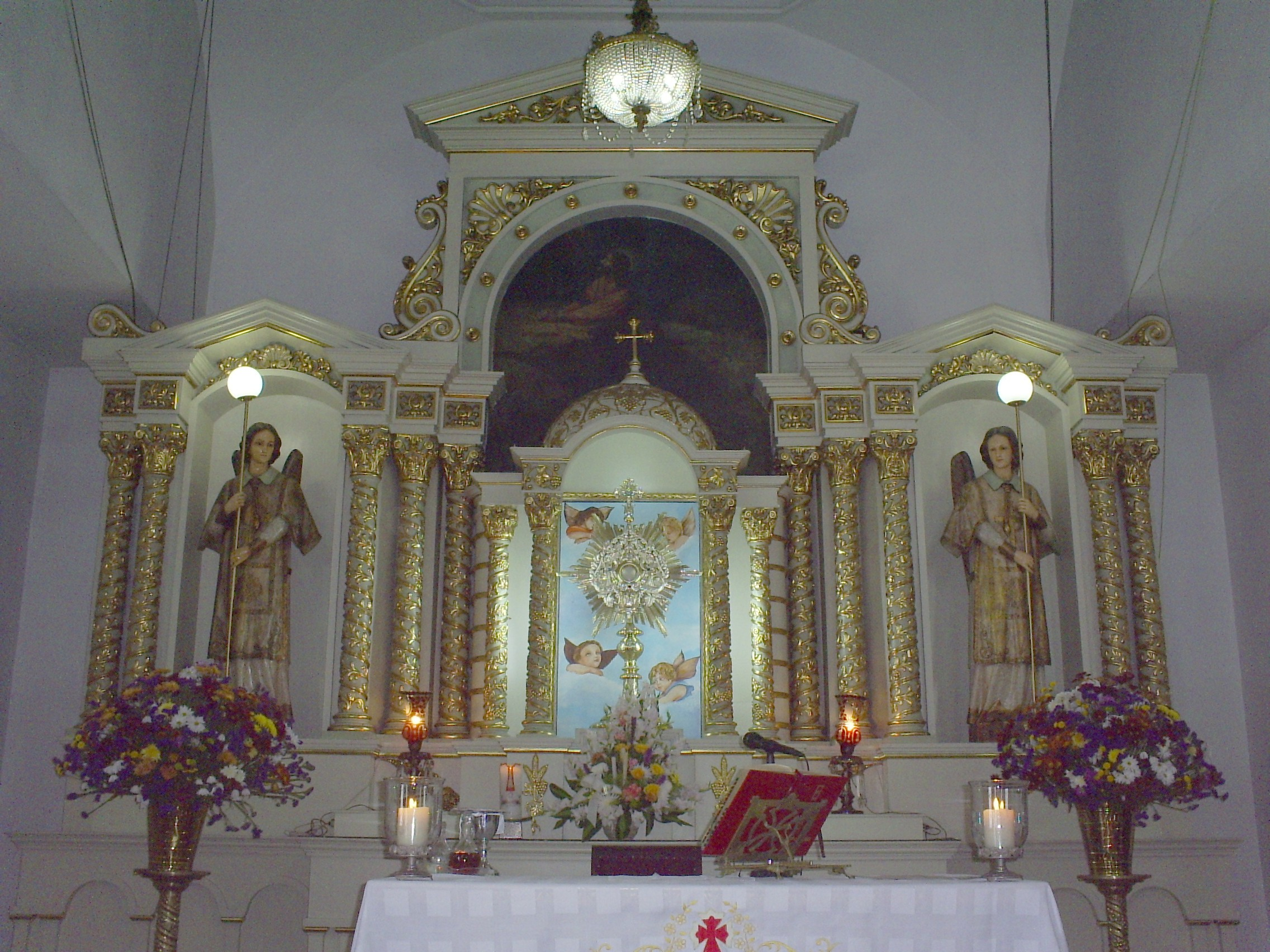
Altar Mayor

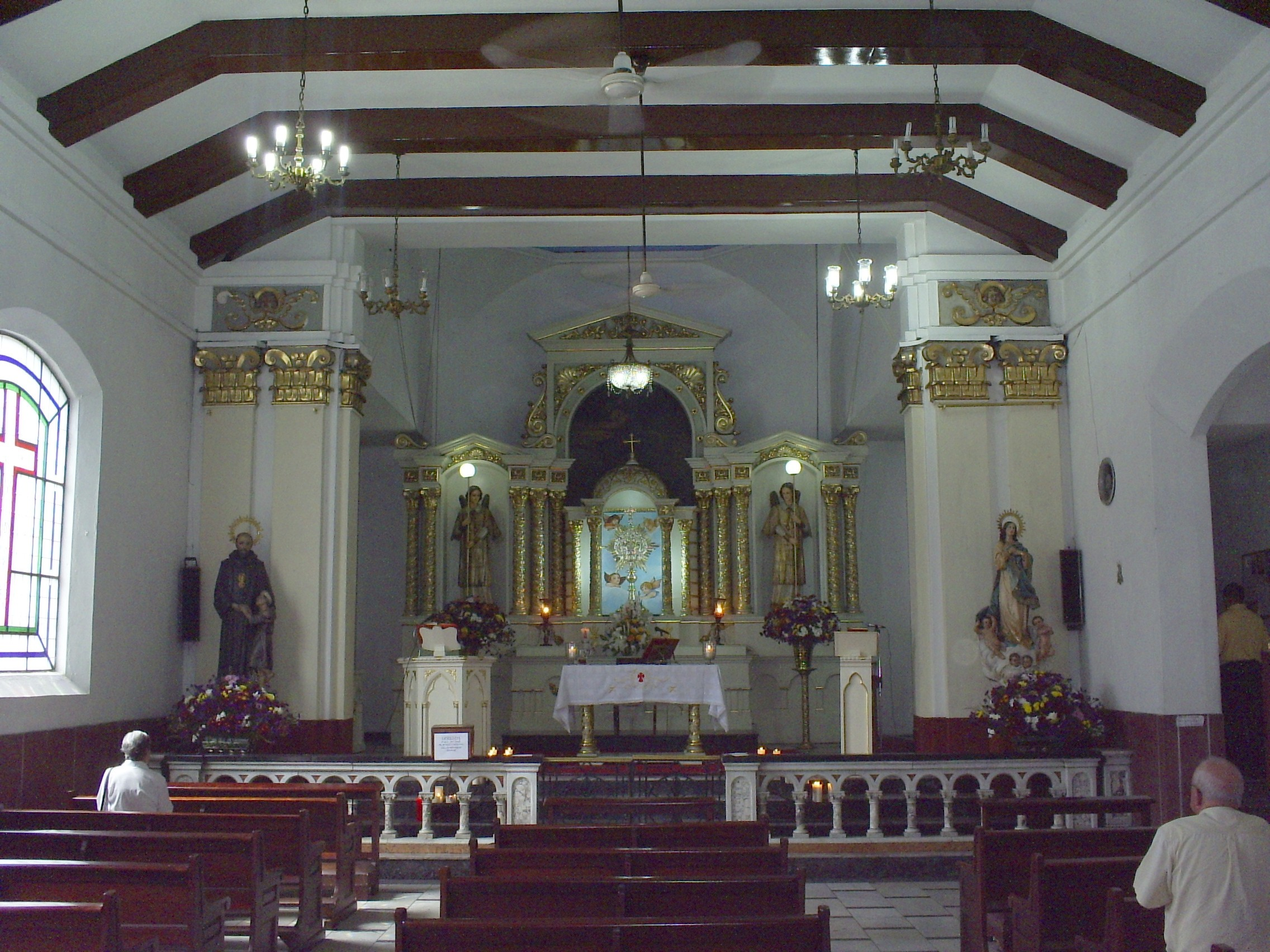
Nave

La iglesia, estaba anexa al desaparecido Hospital San Juan de Dios, se comenzó a edificar el 1 de marzo de 1802, bajo la dirección de fray Marcelino Trujillo, que fue el primer médico que actuó en el hospital, y del albañil Leonardo Torres. El terreno hacía parte del comprado por el doctor don Sancho Londoño a don Pedro Rodríguez de Zea, para el hospital.
El 3 de septiembre de 1805 se celebró la inauguración de esta iglesia con una misa solemne. Por muchos años funcionó el Hospital de San Juan de Dios, que después fue hospital del Ferrocarril de Antioquia, siempre bajo la dirección de las Hermanas de la Presentación.
El ensanche de la calle Colombia y de la carrera Cúcuta, determinó la última reedificación.